# Museo de Historia de la Farmacia de la Universidad de Basilea

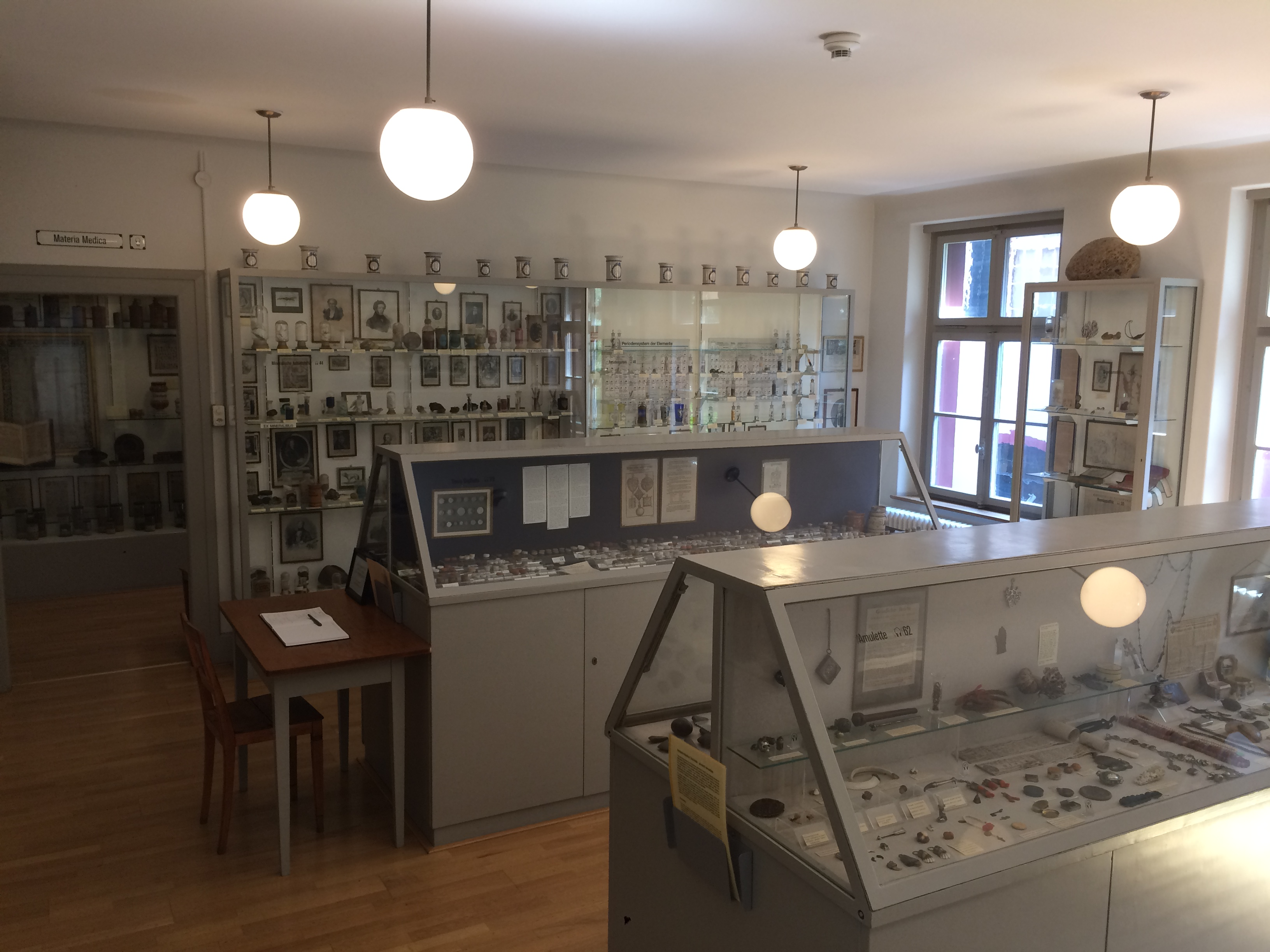
Vista de la sala de exposiciones Materia médica obsoleta

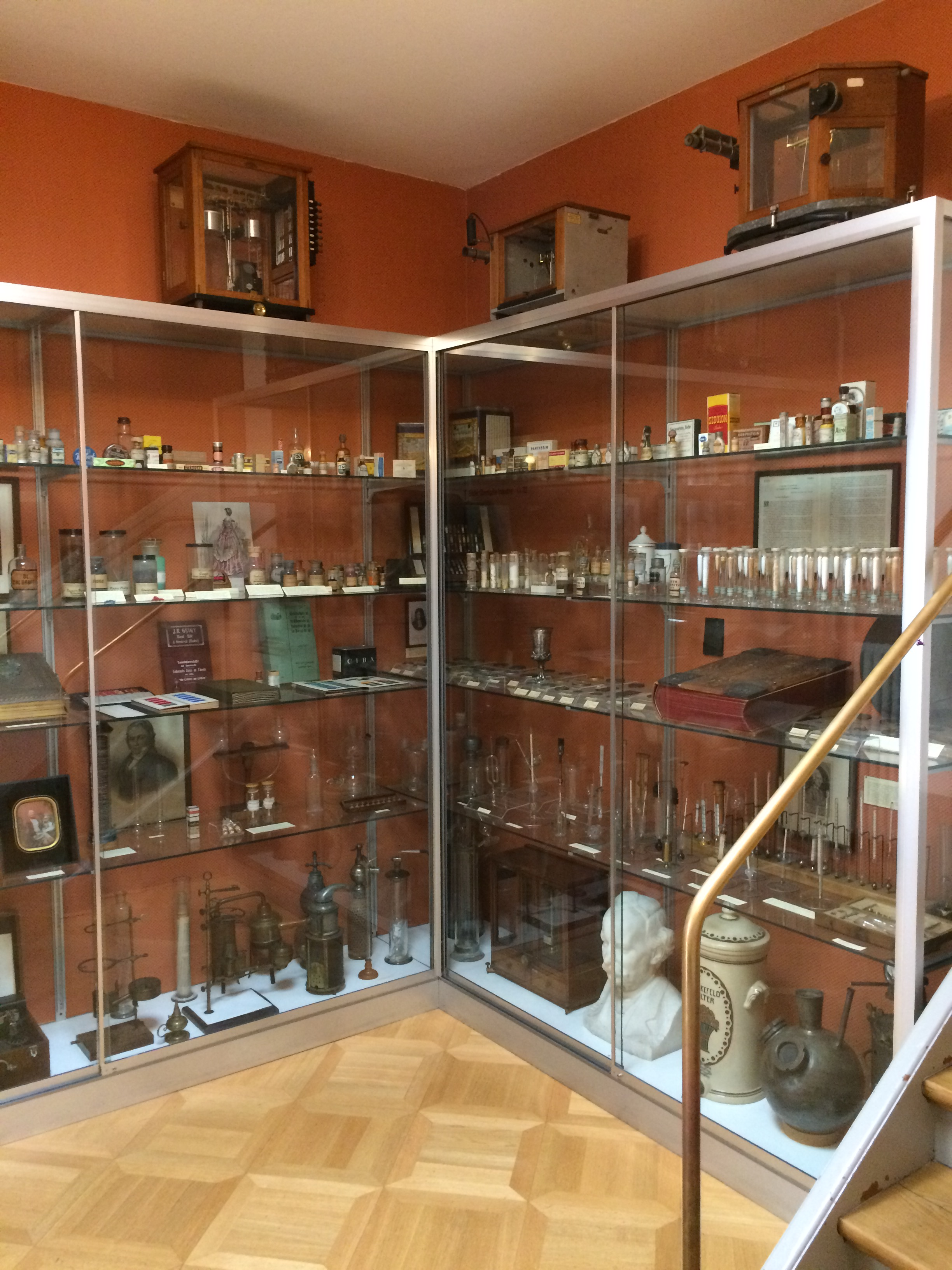
Vista de la sala de exposiciones sobre historia industrial del siglo XIX

El Museo de Historia de la Farmacia (en alemán Pharmazie-Historisches Museum) de la Universidad de Basilea está dedicado a la historia de la ciencia farmacéutica. El museo alberga una de las colecciones más grandes del mundo sobre la historia de la farmacia. En él se exhiben tarros de farmacia en cerámica, mobiliario de farmacia, un laboratorio de alquimia, morteros, botiquines de viaje, libros y medicamentos de antaño y todo lo relacionado con la elaboración de medicinas.